# 182 aC
El 182 aC va ser un any del calendari romà prejulià. Durant la República i l'Imperi Romà es coneixia com l'Any del Consolat de Paulus Macedònic i Tàmfil o també any 572 Ab urbe condita o de la fundació de la ciutat). L'ús del nom «182 aC» per referir-se a aquest any es remunta a l'alta edat mitjana, quan el sistema Anno Domini va ser el mètode de numeració dels anys més comú a Europa.

## Esdeveniments

### Antiga Grècia
- Licortes envaeix Messènia i es venja dels assassins de Filopemen, que dirigits per Dinòcrates, l'havien mort l'any anterior (183 aC).[2]
- Després de l'ocupació de Messene pels aqueus, Túria, Fares i Àbia s'incorporen a la Lliga Aquea com a estats independents.[3]

### Antiga Roma
- Aquest any són elegits cònsols Luci Emili Paulus Macedònic i Gneu Bebi Tàmfil.[4]
- Els dos cònsols van lluitar amb èxit contra els lígurs.[4]
- Aulus Terenci Varró, pretor l'any 184 aC, torna aquest any a Roma des de la Hispània Citerior on havia vençut als celtibers, i rep l'honor d'una ovació.[5]

### Hispània
- Quint Fulvi Flac és nomenat pretor i obté la Hispània Citerior com a província. Expulsa els celtibers de la ciutat d’Urbicua que ocupa, i els derrota en una gran batalla on moren uns 23.000 celtibers i 4.000 cauen presoners. Sotmet la ciutat de Contrebia i derrota altre cop als celtibers que en la major part es sotmeten als romans.[6]

## Naixements
- Ptolemeu VIII Evèrgeta II, rei d'Egipte de la dinastia Ptolemaica (data aproximada. Mort el 116 aC).[7]

## Necrològiques
- Prúsies I, rei de Bitínia. Segons William Smith va morir en una data incerta però probablement anterior (encara que no gaire) al 179 aC, i entre el 183 aC i el 180 aC.[8]